# Limonium redivivum
Limonium redivivum är en triftväxtart som först beskrevs av Eric R.Svensson Sventenius, och fick sitt nu gällande namn av Günther W.H. Kunkel och Per Øgle Sunding. Limonium redivivum ingår i släktet rispar, och familjen triftväxter. Inga underarter finns listade i Catalogue of Life.

## Bildgalleri

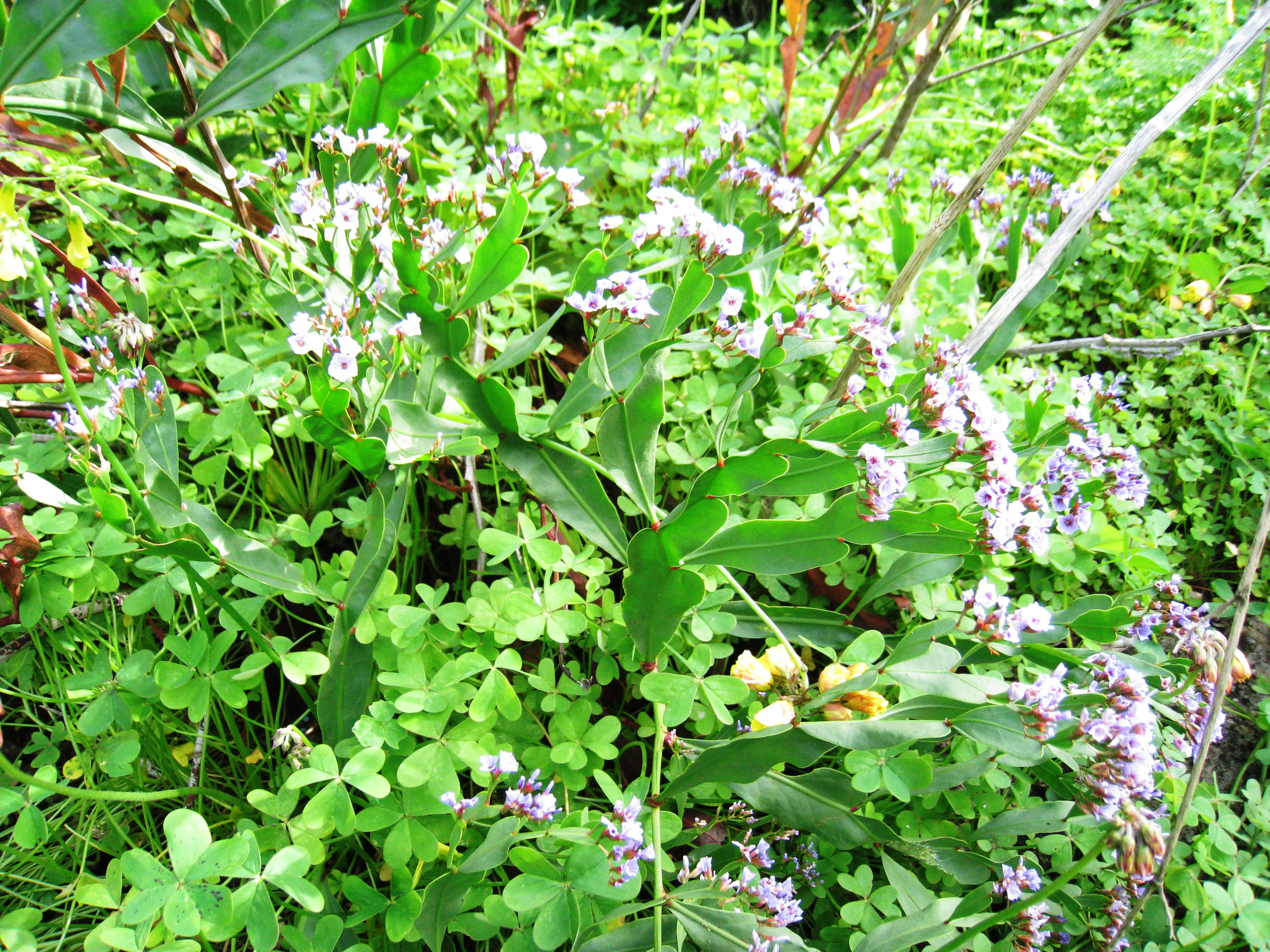
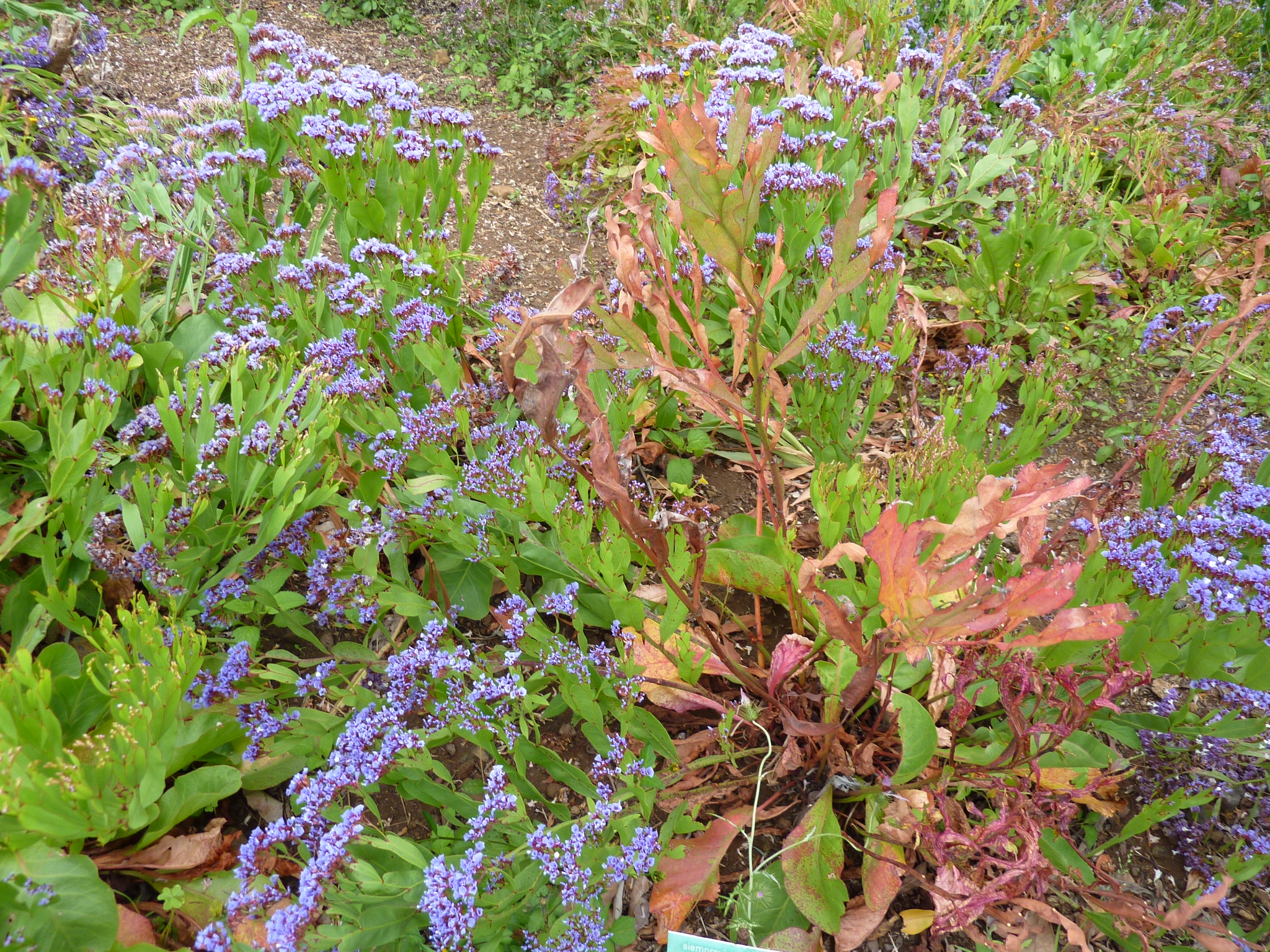
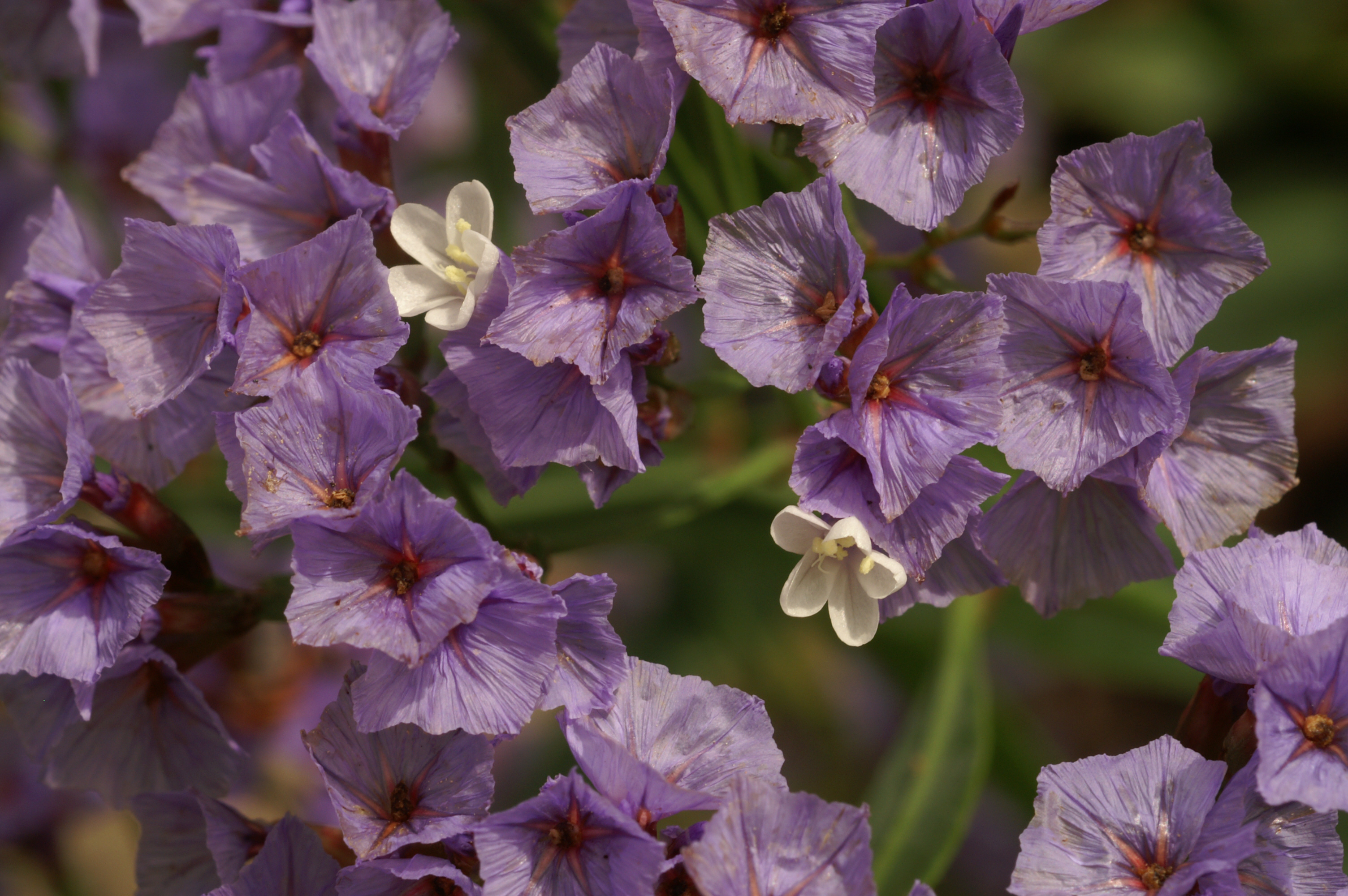
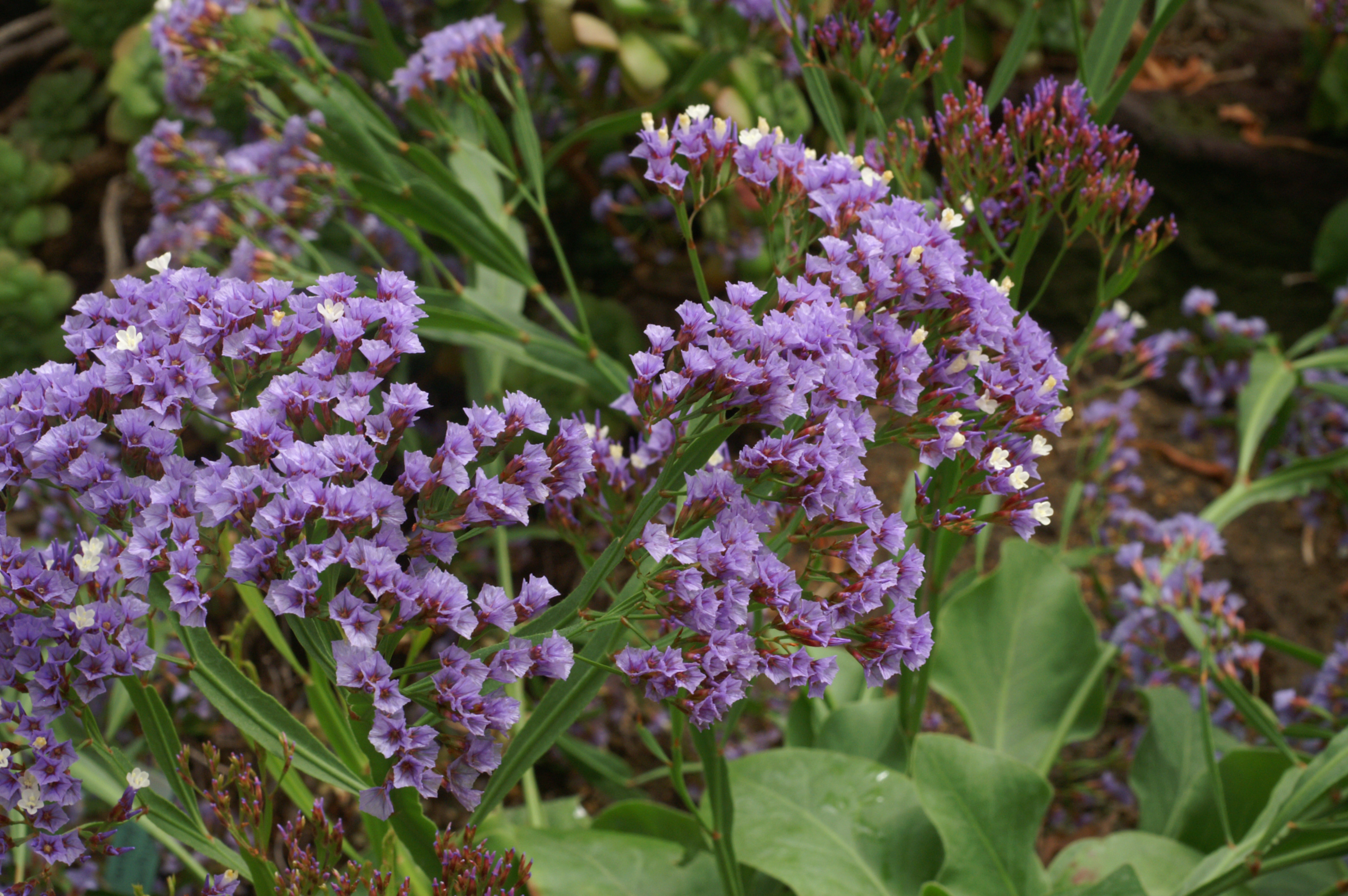